# Rafael dos Santos de Oliveira
Rafael dos Santos de Oliveira (født 30. juni 1987) er en brasiliansk fodboldspiller.